# P210i
デジタル・ムーバ　P210i（デジタル・ムーバ　ピー にー いち　ぜろ アイ）は、松下通信工業（現パナソニック モバイルコミュニケーションズ）製のNTTドコモによる第二世代携帯電話(mova)端末である。

## 概要
軽量コンパクトのストレート型のP209iにカラー液晶を付け、PCM音源16和音の着信メロディなどに対応したモデル。P209iより1g軽くなりiモード端末最軽量の59gを実現（現在でも記録は破られていない）。
P503iやP503iSと同様に、「テトリス」のゲームが内蔵されていた。

## 歴史
- 2000年12月28日　テレコムエンジニアリングセンター(TELEC)による技術基準適合証明（技術基準適合証明番号WZA0068364～0068383）
- 2001年1月19日　 TELECによる技術基準適合証明の工事設計認証（工事設計認証番号WZA0032）
- 2001年1月24日　 電気通信端末機器審査協会による技術基準適合認定の設計認証（設計認証番号A01-0037JP、J01-0006）
- 2001年5月25日　 ドコモから発表。
- 2001年5月29日　 発売開始。
- 2003年1月6日　　TELECによる技術基準適合証明の工事設計認証（工事設計認証番号WZA1009）
- 2012年3月31日　 movaサービス終了により使用はこの日限りとなる。